# 1980 ve fotografii

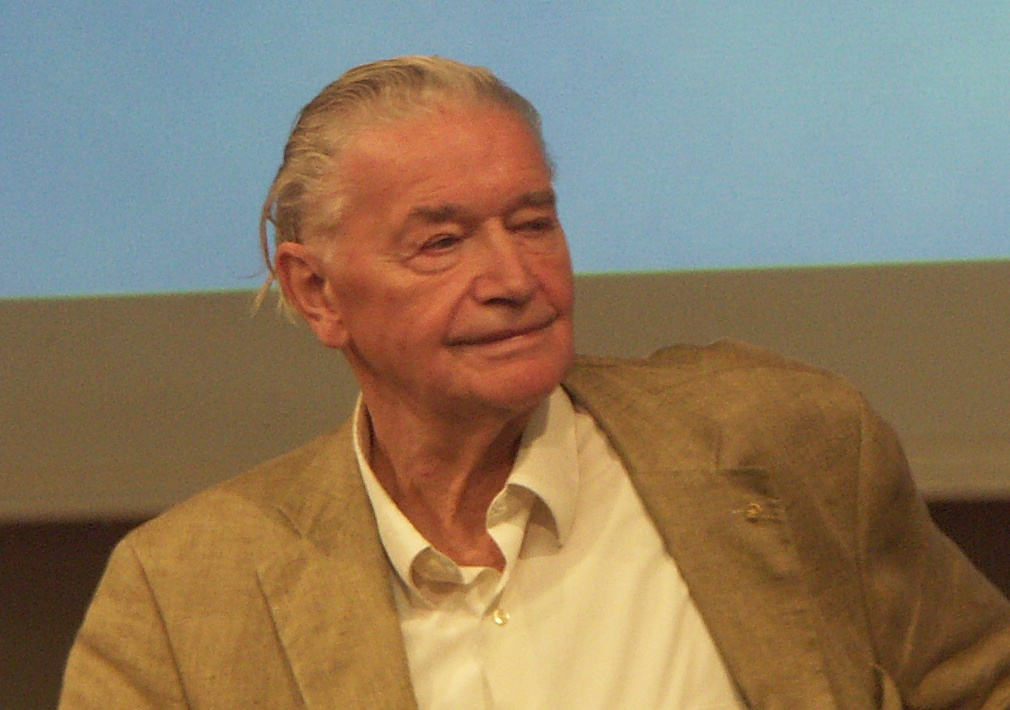
Lennart Nilsson získal cenu Prix international de la Fondation Hasselblad

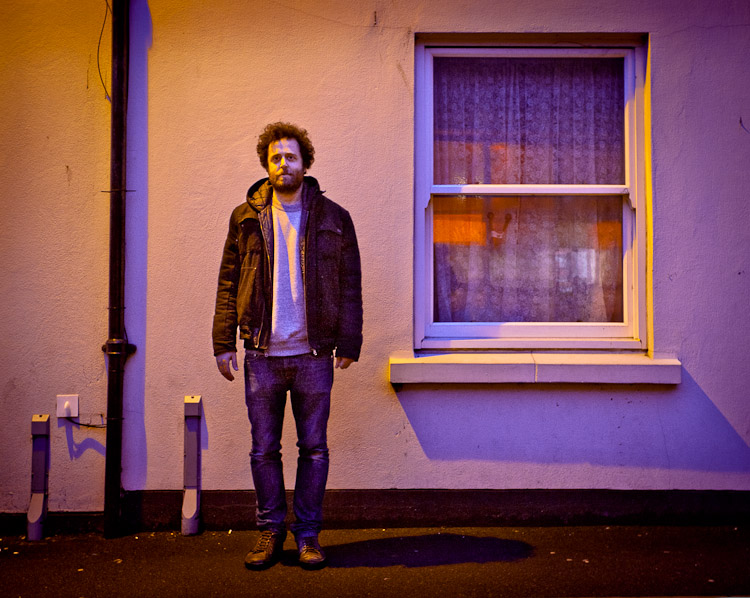
Noah Kalina se narodil 4. července 1980

Tento článek obsahuje významné fotografické události v roce 1980.

## Události
- Kosmická sonda Voyager 1 poslala na Zemi fotografie Saturnu, které pořídila ze vzdálenosti 300 000 000 km.

- Pánové Roger Thérond[1] a Jean-Luc Monterosso založili ocenění Grand prix Paris Match du photojournalisme u příležitosti prvního konání festivalu Mois de la Photo v Paříži. Cena je otevřená všem profesionálním fotografům, kteří pracují v oblasti obrazové reportáže.

- Rencontres d'Arles červenec–září

## Ocenění

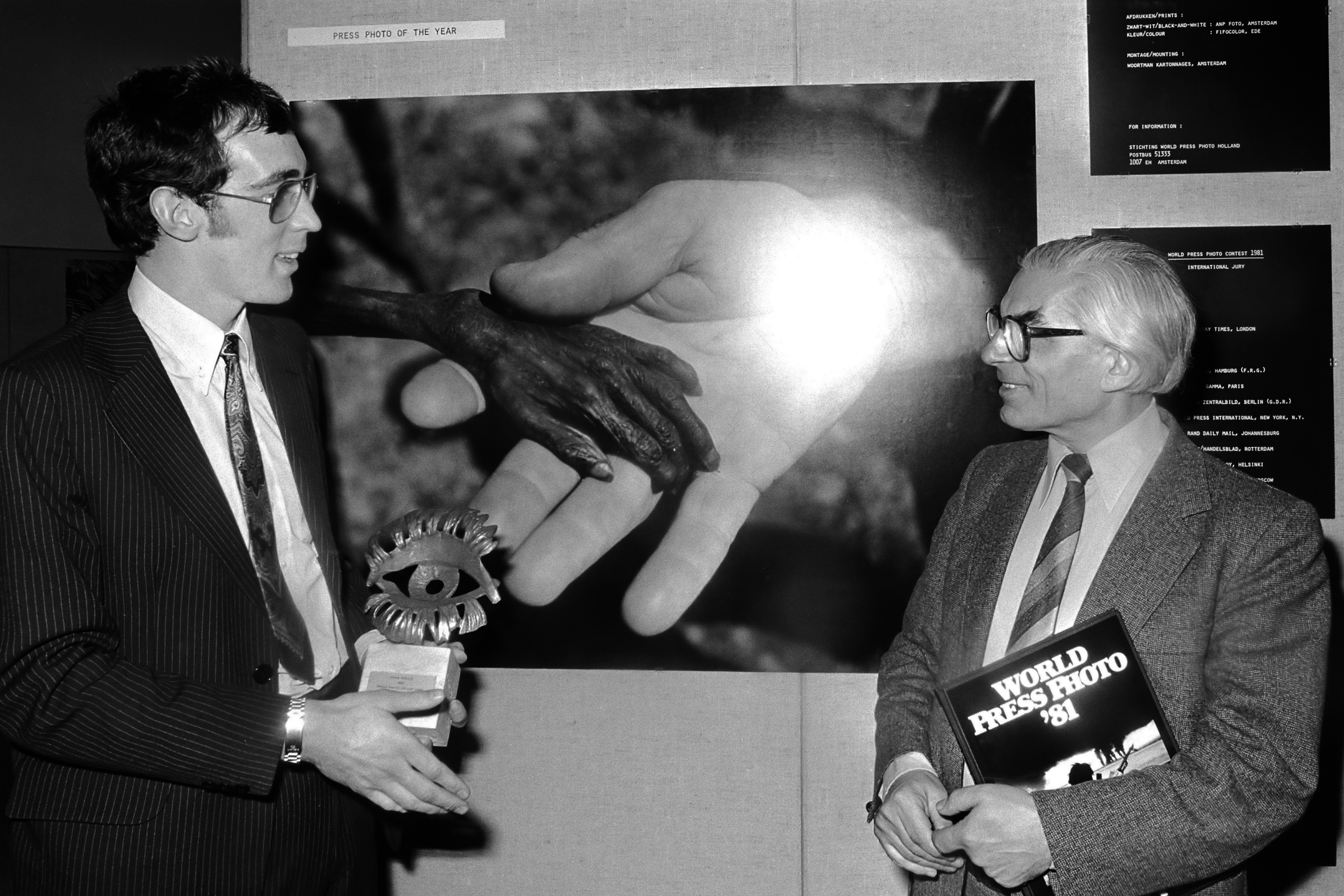
Mike Wells dostává cenu WPP za fotografii ruky bílého misionáře v Ugandě, jak bere velmi tenkou ruku hladovějícího afrického dítěte

- World Press Photo – Mike Wells za fotografii ruky bílého misionáře v Ugandě, jak bere velmi tenkou ruku hladovějícího afrického dítěte
- Prix Niépce – Gilles Kervella
- Prix Nadar – LA FRANCE VUE PAR LES FRERES SEEBERGER, éditions Belfond
- Cena Oskara Barnacka – Floris Bergkamp, (Nizozemsko)
- Grand Prix national de la photographie  – Gisèle Freund
- Grand prix Paris Match du photojournalisme – Arnaud de Wildenberg, Ouganda, la famine.

- Cena Ericha Salomona – GEO
- Cena za kulturu Německé fotografické společnosti – Ludwig Bertele  a J. A. Schmoll

- Cena Ansela Adamse – nebyla udělena
- Prix W. Eugene Smith – Jane Evelyn Atwoodová
- Zlatá medaile Roberta Capy – Steve McCurry, Time

- Pulitzer Prize for Spot News Photography – anonym, United Press International, za „Firing Squad in Iran“. V roce 2006 byl fotograf identifikován jako Jahangir Razmi.[2]
- Pulitzer Prize for Feature Photography – Erwin H. Hagler, Dallas Times Herald, „za sérii Western cowboy.“

- Cena za fotografii Ihei Kimury – Cuneo Enari
- Cena Nobua Iny – Bišin Džúmondži

- Prix Paul-Émile-Borduas – ?

- Prix international de la Fondation Hasselblad – Lennart Nilsson

## Významná výročí

### Výročí narození
- Paul Burty Haviland (17. června 1880 – 21. prosince 1950)
- Milan Rastislav Štefánik (21. července 1880 Košariská – 4. května 1919 Ivanka pri Dunaji)
- Carl van Vechten (17. června 1880 Cedar Rapids, Iowa – 21. prosince 1964 New York)

### Výročí úmrtí
- Charles Nègre (1820 Grasse – 1880, tamtéž)
- James Valentine (1815–1880)
- Charles Reutlinger (1816 Karlsruhe, Německo – 1880)

## Narození v roce 1980

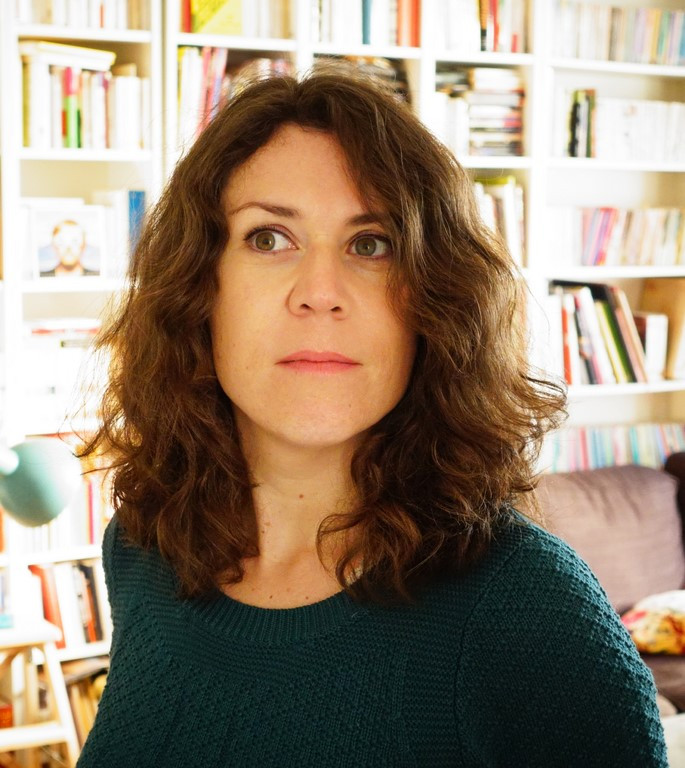
Dne 15. června se narodila Clémentine Mélois, francouzská fotografka a vizuální umělkyně

- 1. ledna – Virginie Boutin, francouzská fotografka, vizuální umělec a esejista
- 12. ledna – Andrea Kalinová, slovenská fotografka, výtvarnice, režisérka, scenáristka a kameramanka
- 13. ledna – Kalyan Varma, bengálský fotograf divoké přírody, filmař a ochránce přírody
- 11. dubna – Marika Kiviharju, finská fotografka, glamour, výtvarné akty
- 11. dubna – Aisha Augie-Kuta, nigerijská fotografka a filmařka
- 3. června – Čchen Man, čínská fotografka
- 15. června – Clémentine Mélois, francouzská fotografka a vizuální umělkyně
- 1. července – Filip Singer, fotograf
- 4. července – Noah Kalina, fotograf
- ? – Mari Bastashevski, dánská umělkyně, spisovatelka a výzkumnice
- ? – Lukáš Zeman, český fotograf přírody, nakladatel výherce Czech Press Photo 2018
- ? – Gabriela Teplická, slovenská dokumentární fotografka
- ? – Laura El-Tantawy, egyptská fotografka
- ? – Omar Victor Diop, senegalský fotograf
- ? – Emeka Okereke, nigerijský fotograf, filmař, spisovatel a vizuální umělec
- ? – Stacy Pearsall, americká válečná fotografka
- ? – Kaori Inbe, japonská fotografka a spisovatelka, cena Nobua Iny
- ? – Jevhenija Markivna Bjelorusec, ukrajinská umělkyně, novinářka, fotografka a překladatelka
- ? – Pasha Rafiy, lucemburský fotograf a filmař žijící od roku 2001 ve Vídni
- ? – Abdoulaye Barry, čadský fotograf
- ? – Bénédicte Kurzen, fotograf
- ? – Pauline Beugnies, francouzská fotografka
- ? – Cláudia Varejão, portugalská fotografka

## Úmrtí v roce 1980
- 1. ledna – Josef Voříšek, letecký konstruktér, designér a fotograf (* 12. prosince 1902)
- 18. ledna – Cecil Beaton, anglický fotograf, scénograf a kostýmní výtvarník (* 14. ledna 1904)
- 3. února – Margit Sielska-Reich, polsko-ukrajinská malířka a fotografka (* 26. května 1900)
- 11. března – Michail Kaufman, ruský filmař a fotograf (* 4. září 1897)
- 14. května – Tore Johnson, švédský fotograf (* 8. ledna 1928)
- 16. května – Izis Bidermanas, francouzský fotograf (* 17. ledna 1911)
- 18. května – Reid Blackburn, americký fotograf (* 11. srpna 1952)
- 10. června – Lubomír Linhart, teoretik fotografie, filmový historik (* 28. června 1906)
- 11. června – Dmitrij Baltermanc, sovětský novinářský fotograf (* 13. května 1912)
- 28. června – Václav Jírů, fotograf a redaktor (* 31. července 1910)
- 21. listopadu – Tadeusz Bukowski, polský fotograf, fotoreportér fotografického oddělení Úřadu pro informace a propagandu Zemské armády (* 22. dubna 1909)
- 30. listopadu – Max Alpert, sovětský novinářský fotograf (* 18. března 1899)
- 16. prosince – Anatol Josepho, americký vynálezce v oblasti fotografie (* 31. března 1894)
- ? – Christian Adrian Michel, švýcarský hodinář a fotograf (* 1912)
- ? – Marynn Older Ausubelová, americká fotografka a členka newyorské organizace Photo League (* 1912)